# Zorocrates mordax
Zorocrates mordax är en spindelart som först beskrevs av O. Pickard-Cambridge 1898.  Zorocrates mordax ingår i släktet Zorocrates och familjen Zorocratidae. Inga underarter finns listade i Catalogue of Life.